# 朗里肯巴赫

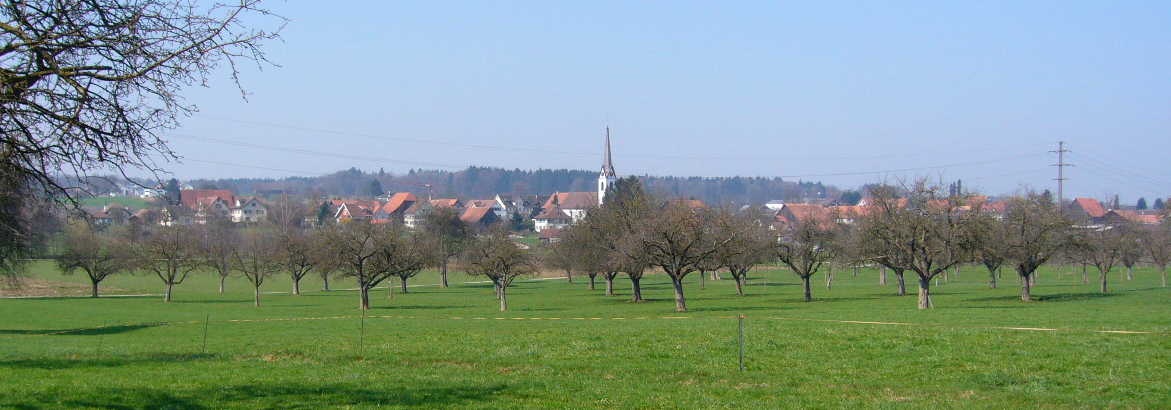

朗里肯巴赫是瑞士的城鎮，位於該國東北部，由圖爾高州負責管轄，面積10.85平方公里，海拔高度522米，2012年人口1,145，五成半人口信奉基督教，人口密度每平方公里106人。

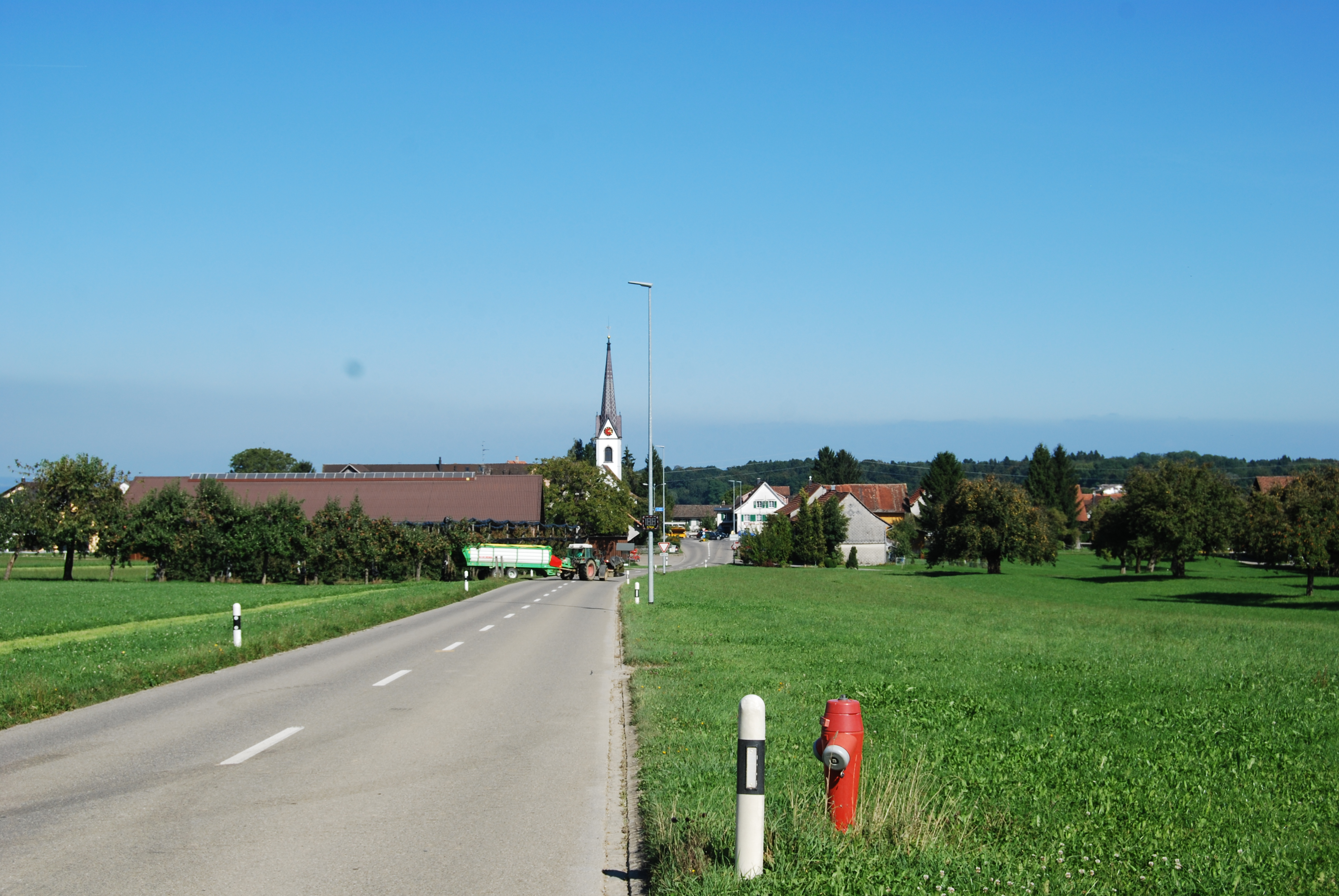
朗里肯巴赫